# Soufiane Dadda
Soufiane Dadda (Venlo, 18 juni 1990) is Nederlandse voetballer van Marokkaanse afkomst die bij voorkeur in de aanval speelt.

## Loopbaan
Dadda stootte in het seizoen 2008/09 door vanuit de jeugdopleiding van VVV-Venlo, dat in januari 2010 een optie in zijn contract lichtte die hem tot aan de zomer van 2012 aan de club verbond. Op 8 augustus 2008 maakte hij zijn profdebuut tegen Go Ahead Eagles, waarbij hij direct een goal scoorde. Een maand later debuteerde hij in het Nederlands voetbalelftal onder 19 tijdens een met 2-1 verloren oefeninterland tegen Engeland onder 19, als invaller voor Luciano Narsingh. Na die stormachtige ontwikkeling raakte hij geleidelijk op het tweede plan bij VVV dat hem in het seizoen 2010/11 verhuurde aan provinciegenoot Fortuna Sittard. Zijn aflopende contract in Venlo werd niet verlengd contract, waarna op 14 augustus 2012 bekend werd dat hij op amateurbasis aan de slag ging bij FC Eindhoven. Die club verliet hij medio 2014. In januari 2015 vond hij in Topklasser De Treffers een nieuwe club. In het seizoen 2015/16 speelde Dadda voor Vitesse '08 uit Gennep. In het seizoen 2016/17 komt hij uit voor VV Rood Wit uit Breedeweg. In 2017 ging Dadda naar VV Alverna en in 2019 naar VV Germania in Groesbeek. Medio 2020 keerde hij terug bij Vitesse '08.

## Statistieken
| Seizoen        | Club              | Competitie     | Competitie | Competitie | Beker | Beker | Play-off | Play-off | Totaal | Totaal |
| Seizoen        | Club              | Competitie     | Wed.       | Dlp.       | Wed.  | Dlp.  | Wed.     | Dlp.     | Wed.   | Dlp.   |
| -------------- | ----------------- | -------------- | ---------- | ---------- | ----- | ----- | -------- | -------- | ------ | ------ |
| 2008/09        | VVV-Venlo         | Eerste divisie | 18         | 2          | 1     | 0     | –        | –        | 19     | 2      |
| 2009/10        | VVV-Venlo         | Eredivisie     | 10         | 0          | 0     | 0     | –        | –        | 10     | 0      |
| 2010/11        | VVV-Venlo         | Eredivisie     | 1          | 0          | 0     | 0     | 0        | 0        | 1      | 0      |
| 2010/11        | → Fortuna Sittard | Eerste divisie | 12         | 0          | 1     | 0     | –        | –        | 13     | 0      |
| 2011/12        | VVV-Venlo         | Eredivisie     | 4          | 0          | 0     | 0     | 0        | 0        | 4      | 0      |
| 2012/13        | FC Eindhoven      | Eerste divisie | 15         | 6          | 1     | 2     | –        | –        | 16     | 8      |
| 2013/14        | FC Eindhoven      | Eerste divisie | 5          | 1          | 1     | 0     | –        | –        | 6      | 1      |
| 2014/15        | De Treffers       | Topklasse      | 10         | 1          | 0     | 0     | –        | –        | 10     | 1      |
| Carrièretotaal | Carrièretotaal    | Carrièretotaal | 75         | 10         | 4     | 2     | 0        | 0        | 79     | 12     |

## Erelijst
Eerste divisie
2008/09